# الجزائرية للطرق السيارة
الجزائرية للطرق السيارة هي شركة جزائرية مهمتها تشغيل وإستغلال شبكة الطرق السيارة في الجزائر، استحدثت الشركة بتاريخ 24 فبراير 2016. وهي تحت الوصاية المباشرة لوزارة الأشغال العمومية.

## التاريخ
تم استحداث شركة الجزائرية للطرق السيارة بموجب المرسوم التنفيذي رقم 16-79 بتاريخ 24 فبراير 2016. بعد دمج الوكالة الوطنية للطرق السريعة مع الجزائرية لتسيير الطرق السريعة.

## الهيكل التنظيمي
يتكون هيكلها التنظيمي من:
- المدير العام.
- أمين عام.
- خلية تدقيق.
- خلية اتصال.
- مديرية المنشآت القاعدية.
- مديرية الأنظمة والتجهيزات.
- مديرية الاستغلال.
- مديرية الصيانة.
- مديرية التخطيط والتطوير.
- مديرية المالية المحاسبة.
- مديرية الشؤون القانونية.
- مديرية الإدارة العامة.
- مديريات جهوية شرق وسط وغرب.

## وصلات خارجية
- الموقع الرسمي